# ‘Alâ’ al-Dîn Atsiz
‘Alâ’ al-Dîn Atsiz (persa: علاء الدین دراست), fue sultán de la dinastía gúrida desde 1213 hasta 1214. Fue el pariente y sucesor de Bahâ’ al-Dîn Sâm II.

## Biografía
Ala al-Din Atsiz era hijo de Ala al-Din Husayn, quien murió en 1161. A la muerte de su padre, Atsiz era muy joven y la sucesión pasó a su hermano Sayf al-Din Muhammad, que murió poco después en 1163, y fue sucedido por su primo Ghiyath al-Din Muhammad. Cuando Atsiz se hizo adulto, comenzó a servir a Ghiyath y al hermano de éste, Mu'izz al-Din Muhammad. Después de la muerte de Ghiyath en 1202, los jefes Gúridas apoyaron a Atsiz para convertirse en el nuevo gobernante de la dinastía. Sin embargo, Mu'izz al-Din logró mantenerlo alejado de los jefes y lo envió a la corte de sus parientes en Bamiyan, donde la hija de Atsiz se casó con el hijo mayor del gobernante Bamiyan Baha al-Din Sam II.
Después de la muerte de Mu'izz al-Din en 1206, su sobrino Ghiyâth al-Dîn Mahmâd lo sucedió como gobernante de la dinastía Gúrida. Atsiz, sin embargo, desafió la regla de Ghiyath al-Din Mahmud y exigió el trono para sí mismo, solicitando la ayuda de la dinastía Jorezmita, que rechazó su petición., Ghiyath al-Din Mahmud murió más tarde en 1212, y fue sucedido por su hijo Bahâ’ al-Dîn Sâm II, que un año más tarde fue llevado por los Jorezmitas a Corasmia, quien finalmente aceptó ayudar a Atsiz y lo hizo ascender al Trono de Gúrida.
Un año más tarde, sin embargo, Atsiz murió a manos del ghulam turco, Tajuddin Yildoz, y fue sucedido por su primo Ala al-Din Ali.